# Buket Teukueh
Buket Teukueh is een bestuurslaag in het regentschap Bireuen van de provincie Atjeh, Indonesië. Buket Teukueh telt 843 inwoners (volkstelling 2010).